# Försörjningsstöd
Försörjningsstöd är en del av det ekonomiska biståndet i Sverige, ibland även kallat socialbidrag. Det ekonomiska biståndet består dels av försörjningsstöd och dels av stöd till "livsföringen i övrigt". Det ekonomiska biståndet är välfärdssystemets yttersta skyddsnät.
Försörjningsstöd består dels av en "riksnorm" och dels av "skäliga kostnader utanför riksnormen". I riksnormen ingår kostnader för bland annat livsmedel, kläder och skor. Skäliga kostnader utanför riksnormen är bland annat boende och hushållsel.
Det ekonomiska biståndet regleras av socialtjänstlagen (SoL). Det lagrum som framför allt används vid biståndsbedömningar är 4 kap. 1 § SoL. Andra rättskällor som har betydelse för handläggning och beslutsfattande är rättspraxis samt Socialstyrelsens allmänna råd om ekonomiskt bistånd.

## Kommunalt ansvar
Det är kommunerna som ansvarar för handläggningen av det ekonomiska biståndet. I de flesta kommuner handlägger socialtjänsten biståndet.

### Kommunala riktlinjer
De flesta kommuner har egna riktlinjer som stöd för handläggning och beslutsfattande. Enligt Socialstyrelsen går det att utröna två olika fokus i kommunernas riktlinjer. Vissa kommuner fokuserar på de krav som kan ställas på den enskilde, medan andra kommuner fokuserar på vikten av att ta tillvara den enskildes intressen i handläggningen. Riktlinjerna kan även i övrigt skilja mycket från kommun till kommun. Riktlinjerna får inte strida mot lagstiftning, förarbeten och rättspraxis, utan ska endast vara ett stöd för socialtjänstens handläggning.

## Individuell biståndsprövning - tre förutsättningar för rätt till bistånd
Vid en ansökan om ekonomiskt bistånd görs en individuell biståndsprövning. Något förenklat kan sägas att ekonomiskt bistånd kan beviljas till den som är bosatt i kommunen om de tre förutsättningarna nedan är uppfyllda. För personer som vistas i kommunen utan att vara bosatta i den är biståndet oftast begränsat till akuta nödsituationer. 
1. Personen ska göra vad den kan för att försöka förändra sin situation. Med det avses bland annat att den som är arbetslös och arbetsför ska vara aktivt arbetssökande, och inskriven på Arbetsförmedlingen. Detta för att han/hon så snart som möjligt ska kunna få ett arbete och försörja sig själv.
2. Behovet ska inte "kunna tillgodoses på annat sätt". Med det avses bland annat att personen ska ha använt sig av alla andra möjliga försörjningsvägar, till exempel ha ansökt om möjliga ersättningar och bidrag från Försäkringskassan eller använt sig av sparade medel. Barn i hushåll som ansöker om ekonomiskt bistånd har rätt att ha ett visst belopp sparat utan att det påverkar rätten till bistånd.
3. Det som personen ansöker om ska ingå i "skälig levnadsnivå". Detta begrepp är inte närmare definierat i lagtexten. Men vad gäller "skäliga kostnader" för boende står det i Socialstyrelsens allmänna råd att dessa bör motsvara "vad en låginkomsttagare på orten normalt har möjlighet att kosta på sig."   

## Svenska och utländska medborgares rätt till bistånd
Både svenska medborgare samt utländska medborgare med uppehållstillstånd eller uppehållsrätt kan, om förutsättningar i övrigt finns, beviljas ekonomiskt bistånd. Personer som beviljats uppehållstillstånd i Sverige enligt EU:s massflyktsdirektiv är som regel undantagna från rätt till ekonomiskt bistånd då de istället kan få ekonomiskt stöd från Migrationsverket. 
Nordiska medborgare jämställs med svenska medborgare. 
Asylsökande har i normalfallet inte möjlighet att beviljas ekonomiskt bistånd eftersom de kan få ekonomiskt stöd från Migrationsverket.
Frågan om eventuellt ekonomiskt bistånd till utländska medborgare som vistas i landet illegalt utan nödvändiga tillstånd tas inte upp i socialtjänstlagen. Rättspraxis skiljer mellan två kategorier av illegala migranter. Dels före detta asylsökande och dels övriga personer som vistas i landet utan tillstånd. Enligt denna praxis har socialtjänsten rätt att vägra akut nödbistånd till före detta asylsökande men inte till övriga illegala migranter. Men socialtjänsten får om det finns skäl för det bevilja "frivilligt" akut nödbistånd även till före detta asylsökande. Det sker i så fall enligt 4 kap. 2 § SoL.

## Skriftlig eller muntlig ansökan
En ansökan om ekonomiskt bistånd kan vara skriftlig eller muntlig. Till ansökan ska bifogas styrkta uppgifter om sysselsättning, inkomster och de utgifter som personen vill ansöka om bistånd till. I många kommuner finns det också möjlighet att ansöka digitalt.

## Riksnorm och "skäliga kostnader utanför riksnormen"
Enligt 4 kap. 3 § SoL lämnas försörjningsstöd för skäliga kostnader för:
1. livsmedel, kläder och skor, lek och fritid, förbrukningsvaror, hälsa och hygien samt dagstidning och telefon (riksnormen).
2. boende, hushållsel, arbetsresor, hemförsäkring samt medlemskap i fackförening och arbetslöshetskassa ("skäliga kostnader utanför riksnormen").

Sveriges regering fastställer riksnormen varje år på grundval av officiella prisundersökningar av olika hushållstypers baskonsumtion. Om det i ett enskilt fall finns särskilda skäl, ska socialtjänsten beräkna dessa kostnader till en högre nivå. Socialtjänsten får också i ett enskilt fall beräkna kostnaderna till en lägre nivå, om det finns särskilda skäl för det. Det har framförts frågor om hur regeringen räknar fram riksnormen då den i vissa avseenden markant skiljer sig från Konsumentverkets beräkningar. 
Riksnormen för en ensamstående person som bor i ett enpersonshushåll är 5 030 kr per månad för år 2024. För år 2025 höjs riksnormen med 2,8 procent.

## Beräkning av ekonomiskt bistånd
Det ekonomiska biståndet räknas ut genom att riksnormen adderas med "skäliga kostnader utanför riksnormen" samt eventuella ytterligare kostnader som socialtjänsten kan godkänna i beräkningen, det vill säga stöd till "livsföringen i övrigt". Det kan till exempel avse kostnader för läkarbesök samt receptförskrivna läkemedel. Det totala beloppet reduceras sedan med sökandens egna eventuella inkomster.

### Exempel på beräkning
Per är 28 år och ensamstående och bor i ett enpersonshushåll. Han är arbetslös och behöver ansöka om ekonomiskt bistånd då han inte har rätt till ersättning från arbetslöshetskassan. Hans riksnorm är 5 030 kr. Han har en hyra ("skälig kostnad utanför riksnormen") på 4 000 kr. Denna månad har han också en kostnad för läkarbesök ("livsföring i övrigt") på 100 kr. Pers totala utgifter, inklusive riksnormen, blir 9 130 kr. Per har egen inkomst bestående av bostadsbidrag på 1 300 kr. Denna inkomst räknas bort när hans ekonomiska bistånd beräknas. Per kan därför, om övriga villkor för rätt till bistånd är uppfyllda, till exempel att han är aktivt arbetssökande, beviljas 7 830 kr i ekonomiskt bistånd.

### Jobbstimulans
Den särskilda beräkningsregeln, "jobbstimulans inom det ekonomiska biståndet", innebär att 25 procent av en sökandes nettoinkomst från anställning under vissa förutsättningar inte ska räknas med vid beräkningen av rätten till ekonomiskt bistånd.

## Rättspraxis
Rättspraxis i ärenden avseende ekonomiskt bistånd utgörs i första hand av domar från Högsta förvaltningsdomstolen (HFD), tidigare Regeringsrätten. I ett flertal frågor saknas rättspraxis från Högsta förvaltningsdomstolen varför socialtjänsten i många beslut även hämtar vägledning från kammarrättsdomar.

### Betydelsefulla rättsfall
Nedan presenteras några betydelsefulla, prejudicerande, rättsfall från Högsta förvaltningsdomstolen och tidigare Regeringsrätten i kronologisk ordning.

#### Sammanboende
RÅ 1995 ref. 48. Enligt HFD skulle en sammanboendes behov av bistånd bedömas utifrån båda parters totala tillgångar redan från det datum då de flyttade samman.

#### Rätt till bistånd i en akut nödsituation oavsett orsak
RÅ 1995 ref. 56. En person som hade egna inkomster över socialbidragsnormen använde dessa till största delen genom att betala skulder. På grund av det kom personen i en akut nödsituation. HFD menade att trots att person själv försatt sig i situationen så hade denne rätt till bistånd. HFD tillade att i fall där personer som normalt ska klara sin ekonomi genom egna inkomster försätter sig i situationer som denna kan socialtjänsten i allmänhet bevilja biståndet som förskott på kommande inkomster.

#### Bostadskostnad
RÅ 1996 ref. 99. Enligt HFD hade en person rätt till bistånd till hyra trots att den var högre än vad kommunen godtog enligt sina riktlinjer. HFD gjorde denna bedömning då hyran för personen inte avvek från det som ansågs som normal hyra på orten.
Krav kan inte ställas på byte av bostadsort
RÅ 2004 ref. 130. Enligt HFD saknar en socialnämnd lagligt stöd för att inte respektera en enskilds klara ställningstagande i en så grundläggande fråga som byte av bostadsort. 
Bistånd till kostnad för otillåtet boende
RÅ 2009 ref. 4. Enligt HFD fanns rätt till bistånd till otillåtet boende i en kolonistuga. Av rättsfallet HFD 2023 ref. 26 framkommer att rätten till bistånd till andrahandshyra inte är beroende av att hyresvärden samtyckt till andrahandsuthyrningen.

#### Missbrukares rätt till ekonomiskt bistånd
RÅ 2009 ref. 103. En missbrukare beviljades ekonomiskt bistånd till bland annat hyra, trots att han inte följt socialtjänstens behandlingsplan. HFD menade att socialtjänsten inte har lagstöd för att kräva att en missbrukare ska delta i en viss behandlingsplanering för att denne ska ha rätt till bistånd.

#### Läkar- eller psykologutredning får inte krävas mot den enskildes vilja
HFD 2011 ref. 49. Socialtjänsten får inte kräva att en person som ansöker om ekonomiskt bistånd ska genomgå en läkar- eller psykologutredning om personen själv inte vill det. Enligt HFD har socialtjänsten rätt att kräva, av en person som hävdar att den inte har arbetsförmåga, att denne styrker det med till exempel läkarintyg. Däremot har socialtjänsten inte rätt att kräva att en person ska genomgå en läkar- eller psykologutredning om han/hon själv inte anser sig ha fysiska, psykiska eller andra personliga problem.
Studiemedel är endast avsedda för terminen
HFD 2011 ref. 56. Det saknas grund för att i ett biståndsärende kräva att en studerande med studiemedel ska täcka kostnader som hänför sig till tid efter terminens slut.
Tillgång till internet i hemmet ingår normalt i skälig levnadsnivå
HFD 2017 ref. 23. Utrymmet för att anse att en enskild är tillförsäkrad en skälig levnadsnivå även utan tillgång till internet i hemmet är synnerligen begränsat.

## Rätten att överklaga
Den som fått avslag på sin ansökan om ekonomiskt bistånd enligt 4 kap. 1 § SoL eller fått beslut om vägran eller nedsättning av fortsatt försörjningsstöd enligt 4 kap. 5 § SoL har rätt att överklaga beslutet till förvaltningsrätt enligt bestämmelserna i förvaltningslagen.